# Championnats du monde de cross-country 2007
Navigation
Édition précédente Édition suivante
Les 35e Championnats du monde de cross-country IAAF  se sont déroulés le 24 mars 2007 à Mombasa au Kenya. Le cross court hommes et femmes couru entre 1998 et 2006 est supprimé et les championnats se déroulent sur un seul jour.

## Parcours
Les distances parcourues sont 12 km pour la course senior masculine, 8 km pour la course senior féminine et la course junior masculine, et 6 km pour la course junior féminine.

## Résultats

### Cross Long Hommes

#### Individuel (12km)
| Place              | Athlète                 | Pays     | Temps |
| ------------------ | ----------------------- | -------- | ----- |
| Médaille d'or      | Zersenay Tadese         | Érythrée | 35:50 |
| Médaille d'argent  | Moses Mosop             | Kenya    | 36:13 |
| Médaille de bronze | Bernard Kiprop Kipyego  | Kenya    | 36:37 |
| 4                  | Gideon Ngatuny          | Kenya    | 36:43 |
| 5                  | Hosea Mwok Macharinyang | Kenya    | 36:46 |
| 6                  | Michael Kipyego         | Kenya    | 37:04 |
| 7                  | Tadese Tola             | Éthiopie | 37:04 |
| 8                  | Mubarak Hassan Shami    | Qatar    | 37:09 |
| 9                  | Edwin Cheruiyot Soi     | Kenya    | 37:27 |
| 10                 | Martin Kitiyo Toroitich | Ouganda  | 37:31 |

#### Équipes
| Médaille | Pays | Points |
| Or       | Kenya Moses Mosop (2e) Bernard Kipyego (3e) Gideon Ngatuny (4e) Hosea Macharinyang (5e) Michael Kipyego (6e) Edwin Soi (8e)             | 28     |
| Argent   | Maroc Anis Selmouni (13e) Ahmed Baday (17e) Abderrahim Goumri (20e) Abdelhadi El Mouaziz (30e) Mourad Marofit (32e) Brahim Beloua (34e) | 146    |
| Bronze   | Ouganda Martin Toroitich (9e) Moses Aliwa (19e) Isaac Kiprop (25e) Wilson Busienei (36e) James Kibet (38e) Francis Musani (58e)         | 185    |
|          | Résultats complets |        |

### Cross Junior Hommes

#### Individuel (8 km)
| Médaille | Athlète                       | Temps       |
| Or       | Asbel Kiprop (KEN)            | 24 min 07 s |
| Argent   | Vincent Chepkok (KEN)         | 24 min 12 s |
| Bronze   | Mathew Kipkoech Kisorio (KEN) | 24 min 23 s |
|          | Résultats complets            |             |

#### Équipes
| Médaille | Pays               | Points |
| Or       | Kenya              | 10     |
| Argent   | Érythrée           | 44     |
| Bronze   | Éthiopie           | 54     |
|          | Résultats complets |        |

### Cross Long Femmes

#### Individuel (8 km)
| Médaille | Athlète                | Temps       |
| Or       | Lornah Kiplagat (P-B)  | 26 min 23 s |
| Argent   | Tirunesh Dibaba (ETH)  | 26 min 47 s |
| Bronze   | Meselech Melkamu (ETH) | 26 min 48 s |
|          | Résultats complets     |             |

#### Équipes
| Médaille | Pays                                                                                                 | Points |
| Or       | Éthiopie Tirunesh Dibaba (2e) Meselech Melkamu (3e) Gelete Burika (4e) Wude Ayalew (10e)             | 19     |
| Argent   | Kenya Florence Jebet Kiplagat (5e) Pamela Chepchumba (6e) Priscah Ngetich (7e) Vivian Cheruiyot (8e) | 26     |
| Bronze   | Maroc Zhor El Kamch (11e) Mariem Alaoui Selsouli (17e) Hanane Ouhaddou (33e) Malika Benlafkir (38e)  | 99     |
|          | Résultats complets                                                                                   |        |

### Cross Junior Femmes

#### Individuel (6 km)
| Médaille | Athlète                | Temps       |
| Or       | Linet Masai (KEN)      | 20 min 52 s |
| Argent   | Mercy Kosgei (KEN)     | 20 min 59 s |
| Bronze   | Veronica Wanjiru (KEN) | 21 min 10 s |
|          | Résultats complets     |             |

#### Équipes
| Médaille | Pays               | Points |
| Or       | Kenya              | 13     |
| Argent   | Érythrée           | 33     |
| Bronze   | Éthiopie           | 36     |
|          | Résultats complets |        |